# The Poetic Justice of Omar Khan
The Poetic Justice of Omar Khan è un cortometraggio muto del 1915 diretto da Edward J. Le Saint.

## Produzione
Il film fu prodotto dalla Selig Polyscope Company.

## Distribuzione
Distribuito dalla General Film Company, il film - un cortometraggio in una bobina - uscì nelle sale cinematografiche statunitensi il 12 aprile 1915.